# Leonardo Conti
Leonardo Ambrogio Giorgio Giovanni Conti (Lugano, 24 de agosto de 1900-Núremberg, 6 de octubre de 1945) fue un médico nazi de origen suizo. Alcanzó el rango de obergruppenführer de las SS y fue líder de la Asociación Nacionalsocialista de Médicos Alemanes.

## Biografía
Nacido en la ciudad suiza de Lugano el 24 de agosto de 1900, combatió en la Primera Guerra Mundial con las potencias centrales. Se unió a las Sturmabteilung  (SA) en 1923, y al Partido Nacionalsocialista Obrero Alemán (NSDAP) en 1927; en 1930 sería admitido en las SS.
A la muerte de Gerhard Wagner en 1939 se convirtió en el médico jefe del Reich. Hitler le encargó en el verano de 1939 que diseñara la extensión a adultos internos en instituciones del programa de asesinato selectivo (eufemísticamente «eutanasia»), conocido como Aktion T4. Activista antitabaco, en 1944 fue ascendido a general de las SS (SS-Obergruppenführer).
Conti, que aguardaba el llamado Juicio de los doctores por su papel en el programa de eugenesia del Tercer Reich, se suicidó el 6 de octubre de 1945 colgándose en la celda de la prisión de Núremberg en la que estaba recluido.